# Уилям Отред
Уѝлям О̀тред (на английски: William Oughtred) е английски математик, изобретил през 1622 г. сметачната линия.
Той измисля символите „{\displaystyle \times }“ за умножение, наклонената черта / като знак за деление, знака за успоредност {\displaystyle \|}, съкращенията „sin“ и „cos“ за функциите синус и косинус, както и термина „кубично уравнение“.
Роден в Итън, Отред учи там и в Кралския колеж в Кеймбридж. Приет е в свещени ордени и напуска университета около 1603 г. Представен е на енорийския свещеник на Олдбери, близо до Гилдфорд в Съри. През 1628 г. графът на Аръндъл го назначава да преподава математика на неговия син. Задочни ученици на Отред са още Джон Уолис и Кристофър Рен. Кореспондира с някои от най-изтъкнатите учени по това време, за да обсъжда математически проблеми. За него се говори, че издъхва от радост през 1660 г., когато чува новината за гласуването в Уестминстър за реставрацията на Чарлз II (Отред е бил убеден монархист).
Публикува няколко математически труда, сред които Clavis Mathematicae („Ключът към математиката“, 1631), Circles of Proportion (1632) и Opuscula Mathematica –публикувана посмъртно през 1676 г.